# 张添禄
张添禄，江西安仁（今江西余江）人，是一名明朝政治人物。
张添禄曾接替吴镛任松江府知府一职，由李瑄接任。